# Riccardo Alderuccio (poeta)

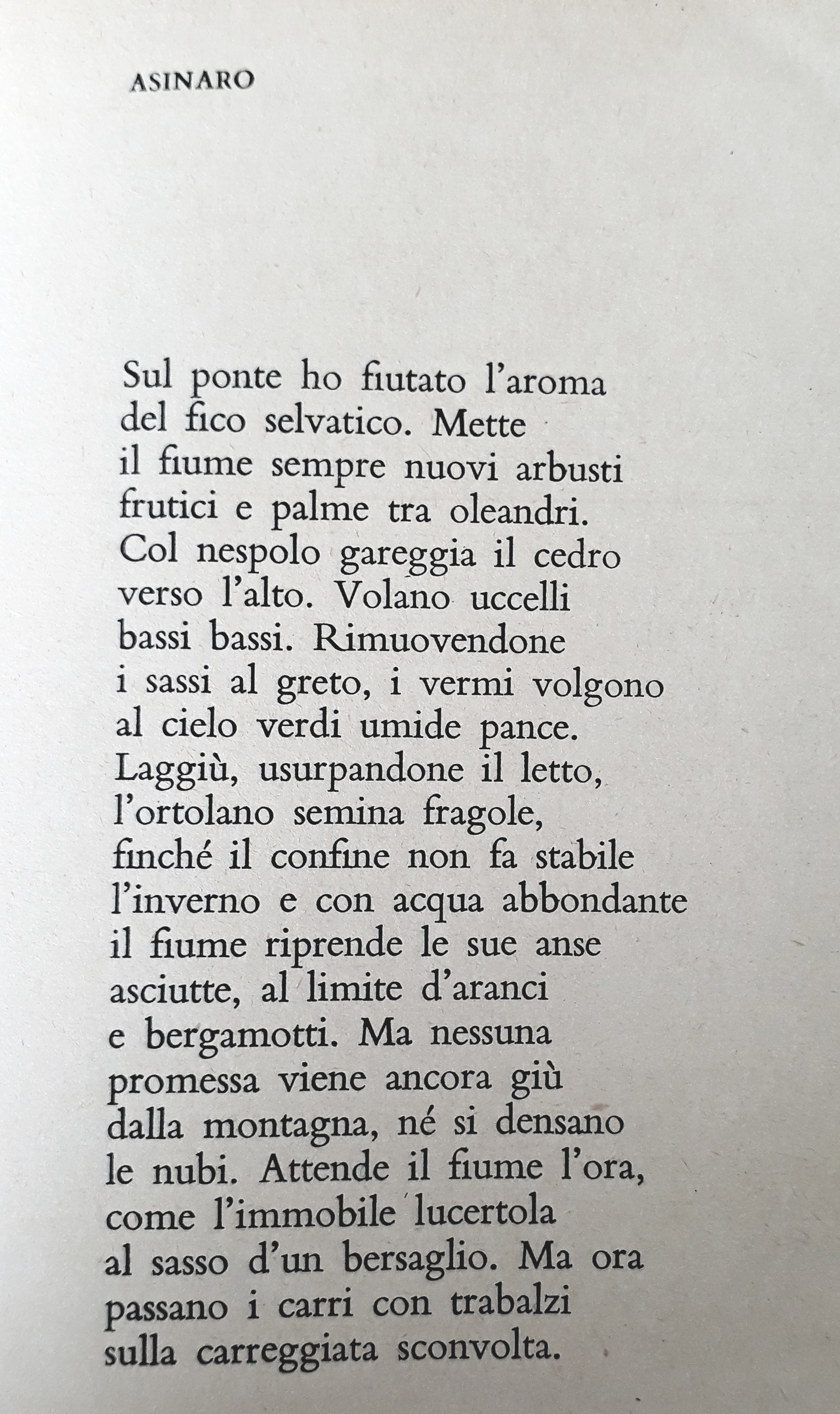
Poesia "Asinaro" di Riccardo Alderuccio

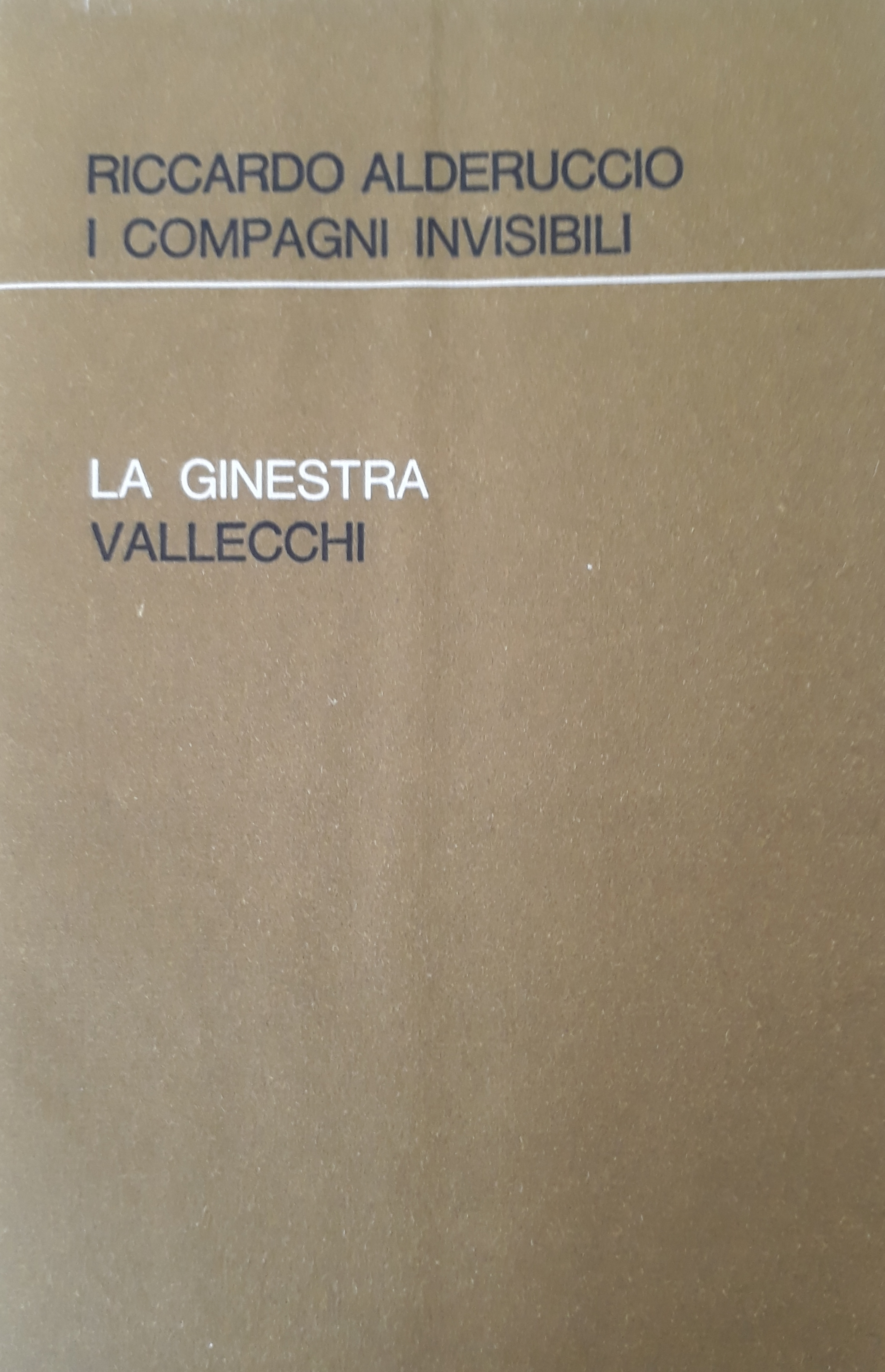

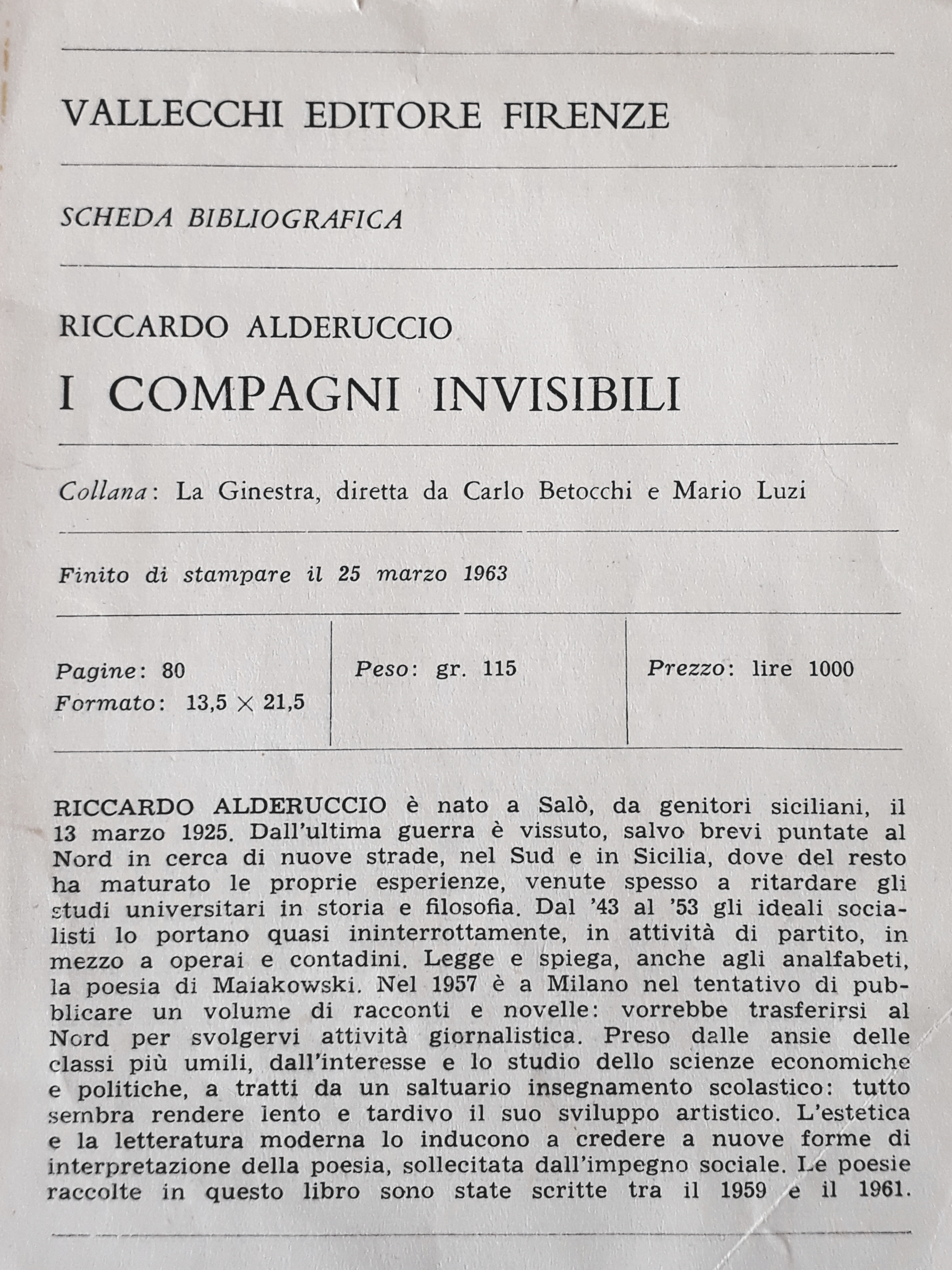
Scheda Bibliografica "I Compagni Invisibili" di Riccardo Alderuccio

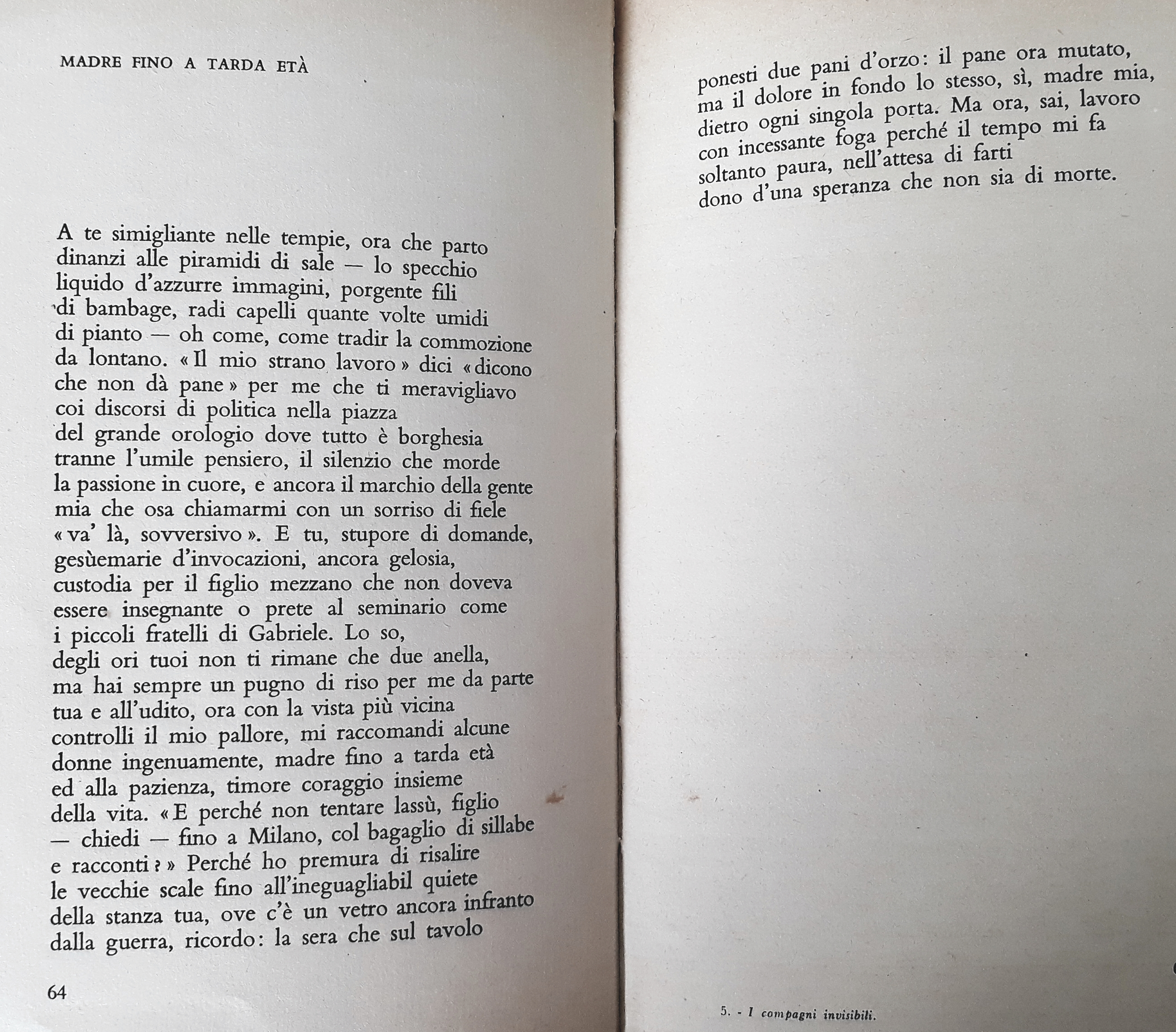
Poesia "Madre fino a tarda età" di Riccardo Alderuccio

Riccardo Alderuccio (Salò, 13 marzo 1925 – Noto, 13 agosto 2024) è stato un poeta italiano.

## Biografia
Riccardo Alderuccio nacque a Salò da genitori siciliani il 13 marzo 1925. 
Ultimati gli studi al Liceo Classico di Modica, si trasferì con i genitori nella città di Noto. Si laureò in Storia e Filosofia presso l'Università di Catania. 
Gli ideali socialisti lo portarono quasi ininterrottamente in attività di partito in mezzo a operai e contadini siciliani. Lesse e spiegò anche agli analfabeti la poesia di Majakowski. L'estetica e la letteratura moderna lo indussero a credere in nuove forme d'interpretazione della poesia sollecitata dall'impegno sociale.
Nel 1963 pubblicò con l'editore Vallecchi, Firenze, la raccolta di poesie dal titolo I Compagni Invisibili. La raccolta entrò a far parte della collana La Ginestra, Collana di Poesia Contemporanea, diretta da Carlo Betocchi e Mario Luzi.
Riccardo Alderuccio morì a Noto il 13 agosto 2024 all'età di 99 anni.

## Vita privata
Sposato con Agata Scorsonelli, ebbe tre figli: Andrea, Stefano e Gianluca. 

## Opere
I Compagni Invisibili, raccolta di poesie, Vallecchi Editore di Firenze, 1963 
Estratto da una nota dell'editore:
"Il pregio della poesia di Riccardo Alderuccio consiste nell'assenza di sofisticazione, oltreché nel suo dono fantastico. Con la raccolta "I Compagni Invisibili" , il poeta offre un quadro attuale, naturale e umano della sua Sicilia : egli evidentemente sente con passione quell'insieme di grossi quesiti che rendono oscura per la maggior parte degli italiani la vita dell'isola". Non si tratta, peraltro, di una definizione geografica o sociale; bensì di un elemento d'azione poetica mossa dall'amore per la natura e per l'uomo. Donde una serie di immagini vive, parlate dal cuore e segnate dall'intelletto, in un linguaggio che, ridestando antiche tradizioni di dolore e di gioia, in essa rifonde le esperienze a noi più vicine, vissute con profondo patimento ed affetto."
Nota dell'autore:
" [...] La poesia di questo libro è poesia di contrasti e movimento. Preso per anni dal dubbio di una poetica astratta e inintelligibile, mi pare giunto il momento di stendere il braccio all'eloquenza di forme evidenti e spontanee, per vincere l'isolamento della poesia e riproporre un dialogo di chiarezza ad un più vasto interlocutore, la maggioranza del popolo che sola custodisce la continuità dei ritmi e l'amore per il canto. [...] Riporre ogni speranza nell'amore e nell'amicizia è dono eterno della poesia."